# Crazy Horse (cabaré)
Crazy Horse é um cabaré de Paris cujo espetáculo é executado por dançarinas seminuas.
Considerado um classicista na modernidade, em Crazy Horse, de Alain Bernardin, apresenta-se o ideal da beleza feminina de hoje, actualizando este conceito de acordo com a evolução ditada pelos criadores de sectores tão variados como a moda, os audiovisuais, o cinema e a publicidade.
Na Paris do pós-guerra, Alain Bernardin foi uma das personalidades que participou na reconstrução cultural da cidade das luzes, reconduzindo-a ao prestígio internacional de outrora.
A sua contribuição baseou-se na concretização do sonho de homenagear a beleza do corpo feminino que ele, desde cedo, venerava.
A partir da descoberta dos números de striptease norte-americano, e com o apoio de Bing Crosby, comprou um teatro de 15 por 10 metros na Avenida George V, decorou-o ao estilo dos saloons do oeste americano e baptizou-o de Crazy Horse em memória de um guerreiro índio.
Com uma inauguração de luxo a 19 de maio de 1951, o «Crazy Horse» esteve desde o começo votado ao sucesso, atraindo muitos famosos como Alain Delon, Jean-Paul Belmondo, Salvador Dalí, Tony Curtis, Aristóteles Onassis e Maria Callas, Sammy Davis Jr, Burt Lancaster, Karl Lagerfeld, Prince, entre muitos outros.
Mais recentemente, alguns estilistas, como Paco Rabanne, Loris Azzaro, Azzedine Alaia e Jean-Claude Jitrois, quiseram associar-se ao conceito «Crazy Horse», contribuindo com os seus desenhos.